# Baskicko (území)

Baskicko v Evropě

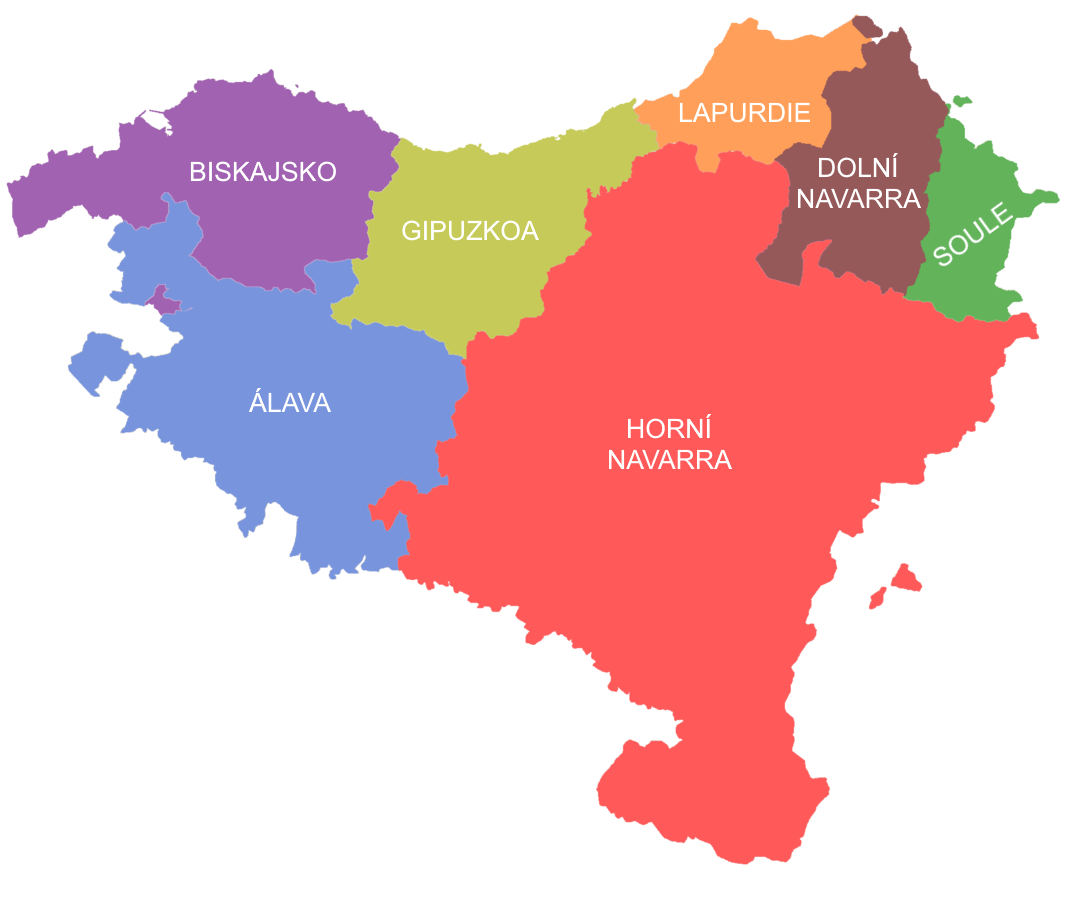
Sedm historických provincií Baskicka

Baskicko ve smyslu baskického názvu Euskal Herria označuje území mezi Pyrenejemi a Atlantikem, na pomezí Španělska a Francie, na němž se „plně projevuje baskická kultura“. Takové území zahrnuje:
- Španělské Baskicko (Hegoalde, Jižní Baskicko)
  - Autonomní společenství Baskicko s provinciemi Araba, Bizkaia a Gipuzkoa
  - Autonomní společenství Navarra (Nafarroa)
- Francouzské Baskicko (Iparralde, Severní Baskicko) s provinciemi Dolní Navarra, Lapurdie a Soule

Míra používání baskičtiny na těchto územích je však různá; nejvyšší je v provincii Gipuzkoa, naopak na jihu Navarry není používána prakticky vůbec.